# 張賢 (成化進士)
張賢（1453年—1514年），字堯臣，別號任真子，河南開封府祥符縣人，明朝政治人物。

## 生平
成化十三年（1477年）丁酉科河南鄉試舉人，二十年（1484年）甲辰科三甲第十一名進士。初授山東單縣知縣，在任将三年，母喪归乡守制。服阕，改知山東海丰县，在任八月，又以父喪丁忧归。服除，改知山西襄陵县。弘治十年（1497年）擢陕西庆阳府同知，在任九年，十八年乙丑（1505年）擢四川順慶府知府，正德二年（1507年）十二月因与四川左参议张宦意见不合，两人俱被令致仕。正德五年（1510年），起為山西太原府知府，謝病歸。卒年六十二，無子。

## 著作
所著有《二渠巴语》、《名賢珠玉》。

## 家族
曾祖张子初；祖父张敬；父张揮。世代经商。母段氏。